# Vilhelm Birkedal
Schøller Parelius Vilhelm Birkedal (født 7. december 1809 på Ålebækgård på Møn, død 26. juli 1892) var en dansk præst.
I naturskønne omgivelser og sammen med æstetisk dannede mennesker henlevede Birkedal sin barndom. 1824 blev han sat i lære på "Kong Salomon's Apotek" i København, men det holdt han kun ud i 6 dage; han ville til Grækenland for at deltage i frihedskampen. Det fik man ham dog snakket fra, og han blev sat i Borgerdydskolen på Kristianshavn.
P.A. Fengers religionsundervisning greb ham dybt, han blev ham "næsten et Forbillede paa, hvorledes en Kristen og Præst skulde være". 1829 blev Birkedal student. Sammen med højt begavede jævnaldrende (C.C. Hall, D.G. Monrad, grev F.M. Knuth, C.F. Allen og flere) levede han et rigt studenterliv, æstetisk begejstret for Oehlenschläger, i hvis hus han kom, religiøst påvirket af J.P. Mynster og teologisk uddannet ved Martensens manuduktion.
1834 blev han cand.theol. og, efter en tids lærervirksomhed, 1837 kateket i Ringkøbing. Herovre blev han en afgjort discipel af Grundtvig. 1840 blev han sognepræst i Sønder Omme og Hoven i Ribe Stift, 1849 i Ryslinge på Fyn. Overalt flokkedes man om den trosvarme og ildfulde prædikant, der forstod at vække både kristelig og folkelig.
1864-66 var Birkedal medlem af rigsrådet, hvor han sluttede sig til det Nationale Venstre, hans nationalliberale ungdomsvenner var ham for åndsaristokratiske, Bondevennerne for snæversindede og egoistiske; her talte han med Kraft mod fredsslutningen 1864 og i den følgende tid til fordel for den gamle grundlov.
Sommeren 1864 endte han den sædvanlige kirkebøn med de ord: "Gud give Kongen et dansk Hjerte, om det er muligt", i hvilken anledning der blev rejst en undersøgelse, som
dog ingen direkte følger fik; men da han i rigsrådet 2. september 1865 skarpt havde
angrebet ministeriet og dets politik, blev han den 22. samme måned afskediget.
Hans menighed vilde ikke slippe ham, og uden at ville træde ud af Folkekirken blev han ved med at holde gudstjeneste, først i en lade, senere i den ved frivillige gaver opførte Nazarethskirke i Ryslinge. Ved Valgmenighedsloven af 15. maj 1868 godkendtes denne frie menighed som en valgmenighed inden for Folkekirken.
Da det forenede Venstre dannedes, trådte Birkedal bestemt op imod det, hvorimod hans menigheds flertal sluttede sig til det, og da de politiske bølger gik højt i 1880'erne,
holdt han det for bedst at trække sig tilbage; 1885 tog han afsked med sin menighed. Sine
sidste år tilbragte han på Vældegaard Kvindeskole i Gentofte, virksom til det sidste for det kirkelige og nationale livs fremvækst.
Birkedal var en af Grundtvigs mest fremragende disciple, kirkelig og folkelig gik han i mesterens spor, men uden at lægge sig i åg hverken for ham eller nogen anden. Han var en poetisk
begavelse, præget i Oehlenschlägers skole, men hans digteriske produktion skæmmes ikke sjælden ved platheder, som opfordrer til karikatur.
Som prædikant var Birkedal en af den danske kirkes ypperste; dyb inderlighed, poetisk flugt,
henrivende og smeltende veltalenhed parret med megen sjælekundskab; tit anslår han
strenge, som minder om den bedste middelalderlige mystik (se Synd og Naade, 6. oplag
1883 og Daglig Husandagt til Oplysning og Opbyggelse for Troende og Døbte, 4. oplag 1879).
Hans offentlige færd prægedes af en djærv og uegennyttig sandhedskærlighed og frihedsbegejstring; på politisk forsynlighed, undertiden takt, skortede det, men for kirkens og
Danmarks velfærd var han i stand til at ofre alt. Hans søn Uffe Birkedal blev Det fri Kirkesamfunds første præst.